# 3-Metylotiofentanyl
3-Metylotiofentanyl – organiczny związek chemiczny, syntetyczny lek opioidowy (pochodna fentanylu) objęty Jednolitą konwencją o środkach odurzających z 1961 roku (wykazy I i IV). W Polsce jest w wykazach I-N i IV-N Ustawy o przeciwdziałaniu narkomanii.